# 노아즈 노츠
《노아즈 노츠》(ノアズノーツ)는 이케자와 하루토(池沢春人)가 그린 일본의 판타지, 모험 만화로 고교생 미라이가 지금의 세계는 한번 멸망한 후의 2회차 인류라는 비밀을 알게 되면서 또다시 반복되는 루프를 막기 위한 이야기를 그리고 있으며, 2018년 3월 12일부터 2018년 8월 20일까지 《주간 소년 점프》에서 연재되었다.

## 개요
'노아즈 노츠'는 판타지와 고고학을 어우르는 작품으로, 초고대 문명을 다루고 있다. 인류의 역사는 이전과 똑같은 역사를 답습 중이라는 '세계 루프' 설정으로, 그 내용은, 10만 년 전 거대한 문명을 이뤄냈던 역사는 한번 멸망을 겪었으며, 현재 인류는 2회차 역사를 살고 있지만, 또다시 거의 모든 것이 멸망 전과 똑같이 되풀이되고 있다는 것이다. 세계 각지에서 발견되는 모든 '이전의 문명'의 흔적은 2022년을 끝으로, 누군가의 일기장 ・ 사물의 기록 등 그 어디에도 존재하지 않는다. 고고학자 노아 교수는 세계 각지에서 발견되는 유물이 남긴 힌트를 조합 하여 다시 찾아올 멸망을 막기 위해 세계를 무대로 활약하던 중, 고교생 미라이를 만나게 되고, 이렇게 역사에 관심이 없던 미라이에게 수수께끼가 숨어있는 모험과 역사수업이 시작된다.

## 줄거리
'코토부키 미라이'는 역사 점수 0점의 학교 같은 건 시간 보내기라고 생각하는 고교 소녀로, 어느 날 다친 고양이를 걱정해 따라간 골목에서 이상한 돌멩이를 발견하게 된다. 그리고, 미라이가 주운 돌멩이를 원인으로, 그녀가 수업받던 교실에 헬리콥터를 타고 총기를 든 고고학자 '노아 미나미 앰버백'이 들이닥친다.
미라이가 우연히 줍게 된 돌멩이는 사실 '노츠'이자, '고대 도시'로 향하는 열쇠로, 노아와 함께 나타난 고고학부 직원인 남자는 노츠를 발견한 미라이에게 3억 엔을 지급하겠다고 말한다. 하지만, 미라이가 사실을 믿지 않자 노아는 직접 수업을 해준다며 그녀를 발굴 현장으로 끌고간다.
그리고, 그곳에서 그녀는 이 세계는 미래와 같은 시간을 반복하는 서력 10만 년의 묻힌 역사가 있으며, 그들이 열쇠를 따라 도착한 곳은 그 묻힌 역사의 한 부분이라는 세계의 숨겨진 비밀을 알게 된다. 또한, 노츠를 모아 인류멸망의 수수께끼를 풀지 못하면 2022년 인류는 또다시 멸망한다고 말하는 노아의 말에 미라이는 역사를 직접 확인하기 위해 모험 속으로 뛰어든다.

## 등장 인물
- 노아 미나미 앰버백(ノア・ミナミ・アンバーバック)

통칭 노아 교수는 미래의 유물인 '노츠' 부분의 천재 연구가이자, 세계를 누비는 '아크 랩'의 고고학자로, 그의 모든 연구는 국가기밀로 지정될 만큼의 가치를 가진다. 노아의 연구 내용은 학회가 막고자 하는 인류 멸종과 연관되어있어, 학회는 노아에게 미래를 걸고 있다. 안하무인의 제멋대로인 그는 미라이의 역사 선생님을 자처하며 미라이를 바보라 칭하지만, 칭찬해야 할 시점에선 확실하게 칭찬하여 미라이가 역사에 흥미를 느낄 수 있게 이끌어 준다.
'발버둥 치는 인류와 역사를 사랑한다'고 말한다. "내게 좋은 가설이 있다."가 말버릇으로, 그 말과 함께 위험에 직접 뛰어들어, 자신의 가설을 증명한다.
- 코토부키 미라이(寿 未来)

요코하마 미라토 미라이에 사는 고교생 '미라이'의 이름은 '미래'를 뜻한다. 그녀는 역사는 지겹고 지금이 즐거우면 됐다는 인물로, 언젠가 결혼해서 가정을 꾸리는 것을 꿈꾸는 순수하고 따뜻한 마음씨의 소녀다. 귀여운 동물을 좋아하고, 새로운 것을 발견하면 SNS에 사진을 찍어 올리곤 한다. 그렇게 평소와 같이 SNS에 신기한 돌멩이 사진을 업로드 하는데, 사진 속 '노츠'인 돌멩이를 찾아온 노아와 만나면서, '행복한 신부가 되는 것이 꿈이고, 요리를 잘하니 역사는 상관없다'고 생각하던 미라이는 조금씩 역사에 관심을 갖게 된다.
무사 안일주의인 미라이는 처음엔 노츠의 존재를 인정하지 않지만, 그녀가 주운 것이 진짜 노츠였던 것이 밝혀지고 3억 엔을 받는다.
- 루롱(路龍, ルーロン）

대학 시절 노아의 동기이자, '아크 랩'의 고생물학자로 방송에서도 자주 등장하는 유명인이다. 사람 좋아보이는 겉모습과는 다르게 자신의 신뢰성을 높이기 위해 남을 잘 속이기도 하며, 미라이는 그의 부채가 인격 교체 스위치 같다고 생각한다. 동물과 대화할 수 있는 노츠를 갖고 있으며, '루프 가설'을 생물학적인 면에서 증명하고자 한다.
- 타케다(タケダ)

'학회'의 고고학부 직원.
- 모네(モネ, MONET)

긴 장발의 템플나이츠의 제7사도. 같은 소속인 인물의 말에 의하면 사람을 죽이지 못한다고 한다.
- 생=제르맹 백작(サン＝ジェルマン 伯爵)

200년 전 실존했던 인물이지만, 다양한 시대 다양한 장소에서 목격된 4000년 동안 살아있다고도 하는 수수께끼의 인물이다.

## 등장 용어
- 노츠

'이전의 문명'에서 만든 미래의 유물을 뜻한다.
- 하이노츠

현대의 오파츠와 같은 개념이다.
- 루프 가설

노아교수가 진행하는 연구다. 과거 인류는 2022년을 기준으로 멸종 했으며, 지금의 인류는 2회차로 4년 후 2022년에 세계가 멸망 할 것이라는 노아교수의 가설.
- 츠바메 노트

1만 년 보존이 가능하다고 하는 중성지 노트.
- 인류 멸종의 7대 가설

전쟁 가설 ・ 전염병 가설 ・ 환경문제 가설 ・ 자연 재해 가설 ・ 첨단기술 재해 가설 ・ 우주 재해 가설 ・ 미지의 생물체에 의한 침략 가설
- 리퀴드 아머

순간 충격을 흡수하는 액체를 사용한 방탄 섬유
단체
- 아크 랩(ARK Lab)

각 분야에서 뛰어난 재능을 가진 「지질학자 ・ 고고학자 ・ 해양학자 ・ 고생물학자 ・ 언어학자 ・ 천문학자 ・ 물리학자 ・ 식물학자」로 구성 된 대학의 세미나다. 학회 최고의 연구 팀이라고 불리며, 각 분야에서 대활약을 펼치고 있다.
- 템플 나이츠

1119년 예루살렘에서 창설 된 후 1312년 국왕의 명령으로 괴멸했다고 알려진 기사 수도회의 생존자 집단이다. 학회와 마찬가지로 세계 각지에서 노츠를 찾고 있으며, 역사에서 있었던 큰 사건의 베일에는 이들이 있었다고 한다. 노츠로 무장한 단체로, 그 목적은 세계의 멸망이다. 멸종도 루프도 신의 뜻을 따라야 하므로, 루프를 막는 것은 신의 의지를 배반하는 것이라고 여긴다.

## 등장 지역
- 요코하마 미라토 미라이*

가장 처음 등장한 지역으로, 코토부키 미라이가 살고 있는 곳.
노츠: 중화 거리 골목 뒤편에서 서력 2022년에 제조된 열쇠 조각을 발견한다.
- 요코하마역 지하 유적*

오래전 지하철 공사를 할 때 발견한 동굴로, 지하유적 아래에 '고대 도시'가 있다.
노츠: 10만년전의 일기를 발견한다.
- 학회 고고학부 나가타쵸 본부

고고학부 직원 '타케다'가 속한 곳.
- 산폴로 수도회 카다콤베*

천 년 이상 '로마 지하'에 잠들어 있는 묘지.
노츠: 선교사가 발견했던 타임캡슐의 편지와, 요코하마 병원의 진찰권을 발견한다.

## 단행본
- 노아즈 노츠 1권 2018년 7월 4일 (수) 발매. ISBN 9784088815152
- 노아즈 노츠 2권 2018년 9월 4일 (화) 발매. ISBN 9784088815695
- 노아즈 노츠 3권 2018년 10월 4일 (목) 발매. ISBN 9784088816258

### 내용주
1. ↑  한화로 약 29억 4,390만 원.

### 참조주
1. 1 2  “「ものの歩」の池沢春人が冒険考古学ファンタジーでジャンプに帰還”. 《ナタリー》. 2018년 3월 12일. 2018년 4월 29일에 원본 문서에서 보존된 문서. 2018년 4월 28일에 확인함.
2. ↑  “ノアズノーツ 3 (ジャンプコミックスDIGITAL)”. 《amazon》. 2018년 10월 4일. 2018년 11월 20일에 원본 문서에서 보존된 문서. 2018년 11월 20일에 확인함.
3. ↑  《노아즈 노츠》. 제5화.